# Влада Републике Северне Македоније
Влада Републике Северне Македоније (мкд. Влада на Република Северна Македонија) извршни је орган власти Северне Македоније.
Владу бира Собрање Републике Северне Македоније.

## Историјат сазива Владе
- Влада Николе Кљусева, изабрана 1991. године
- Прва влада Бранка Црвенковског, изабрана 1992. године
- Друга влада Бранка Црвенковског, изабрана 1994. године
- Влада Љубча Георгиевског, изабрана 1998. године
- Трећа влада Бранка Црвенковског, изабрана 2002. године
- Влада Харија Костова, изабрана јуна 2004. године
- Влада Влада Бучковског, изабрана децембра 2004. године
- Прва влада Николе Груевског, изабрана 2006. године
- Друга влада Николе Груевског, изабрана 2008. године
- Трећа влада Николе Груевског, изабрана 2011. године
- Четврта влада Николе Груевског, изабрана 2014. године
- Прва влада Емила Димитриева, изабрана јануара 2016. године (прелазна влада)
- Друга влада Емила Димитриева, изабрана септембра 2016. године (техничка влада)
- Прва влада Зорана Заева, изабрана 2017. године
- Влада Оливера Спасовског, изабрана 2020. године
- Друга влада Зорана Заева, изабрана 2020. године
- Влада Димитра Ковачевског, изабрана крајем 2021. године
- Влада Талата Џаферија, изабрана 2024. године
- Влада Христијана Мицковског, изабрана 2024. године